# 乃木坂46 12th YEAR BIRTHDAY LIVE
《乃木坂46 12th YEAR BIRTHDAY LIVE》是日本女子偶像團體乃木坂46在2024年3月7日至10日於埼玉縣的埼玉超級競技場舉行的12周年演唱會。於2025年2月12日以DVD和Blu-ray的形式發售，為乃木坂46的第17部現場影像作品。

## 背景與發行
初日的7日是2011年 - 2014年，第二天的8日是2015年 - 2017年，第三天的9日是2018年 - 2020年，最後一天的10日是2021年 - 2024年，從各自的期間中精選發行的單曲和專輯，透過四天不同的曲目清單來回顧乃木坂46的歷史，這樣的演出構成進行了。
在舉辦前一天的3月6日，宣布將在四天內演出共計123首歌曲。

## 榜單成績
在Oricon公信榜中，DVD的銷量取得週榜第二位，公演Blu-ray也以銷量取得週榜首，同時為取得DVD和Blu-ray週榜第1名。

## 外部連結
- 乃木坂46 12th YEAR BIRTHDAY LIVE （页面存档备份，存于） －乃木坂46LLC（日語）
- 乃木坂46「12th YEAR BIRTHDAY LIVE」Blu-ray&DVD （页面存档备份，存于）－乃木坂46LLC（日語）